# Ivo Viktor
Pour les articles homonymes, voir Viktor.
Ivo Viktor, né le 21 mai 1942 à Křelov, est un ancien footballeur international tchécoslovaque évoluant au poste de gardien de but. Il fut champion d'Europe en 1976 avec la Tchécoslovaquie

## Biographie

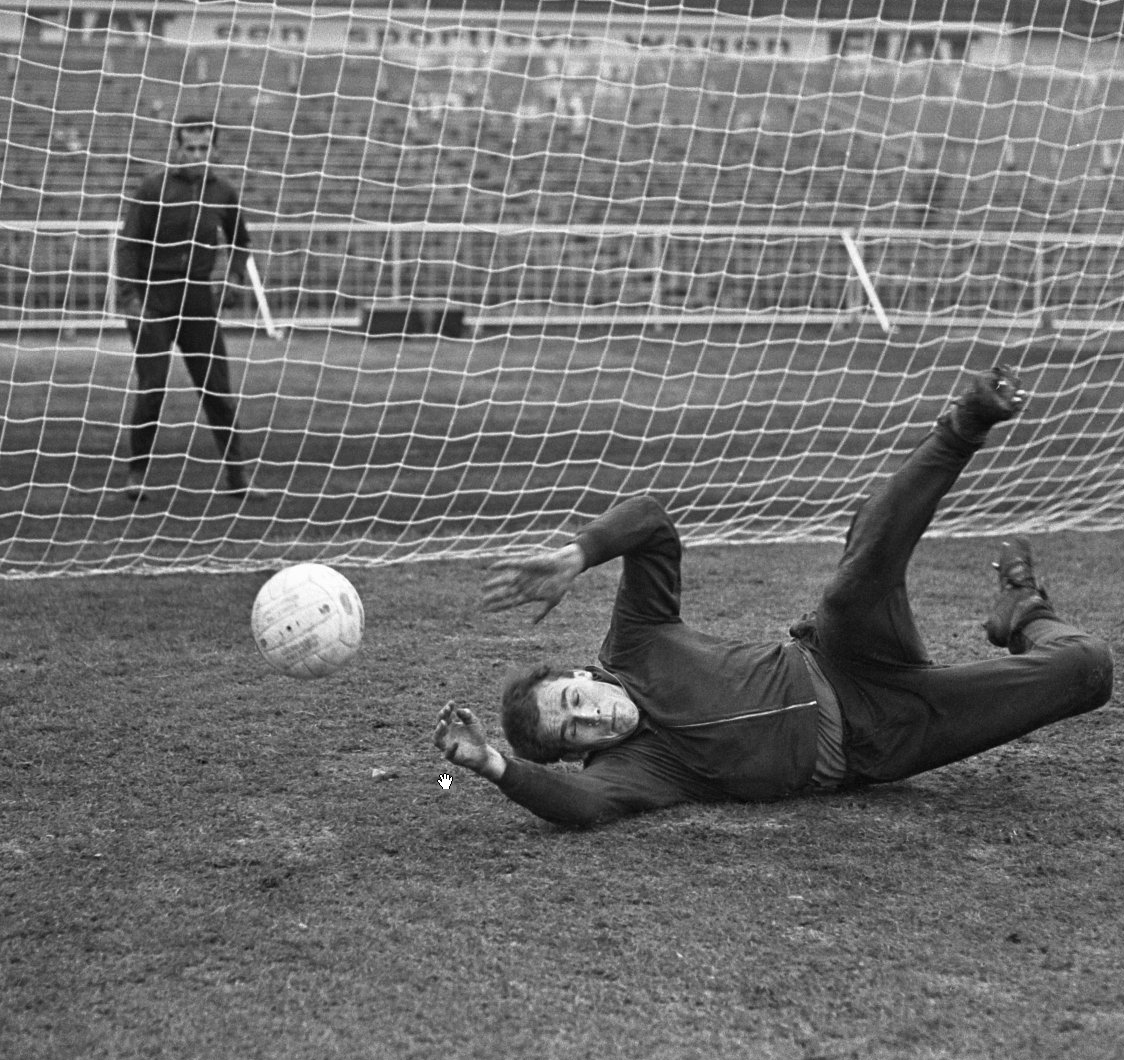
Viktor avec la sélection en 1966.

Ivo Viktor est le gardien de but de l'équipe de Tchécoslovaquie, championne d'Europe des nations en 1976 en battant la RFA en finale aux tirs au but. Cette année-là, il se classe troisième du Ballon d'or européen.
Ivo Viktor totalise 63 sélections avec la Tchécoslovaquie.
En club, il joue au Zbrojovka Brno et au Dukla Prague.

## Palmarès

### Dukla Prague
- Championnat de Tchécoslovaquie : 1964, 1966, 1977
- Coupe de Tchécoslovaquie : 1965, 1966, 1969

### Tchécoslovaquie
- Euro 1976 : Vainqueur en 1976

## Récompenses individuelles
- Footballeur tchèque de l'année : 1968, 1972, 1973, 1975, 1976
- Troisième du Ballon d'or en 1976
- Gardien européen de l'année : 1969, 1976
- Équipe type de l'Euro 1976 : 1976